# Miami Chase
Miami Chase è un videogioco simulatore di guida bidimensionale e di combattimento tra auto pubblicato nel 1990 per Amiga e nel 1991 per Commodore 64 e ZX Spectrum dalla Codemasters.
L'originale Amiga fu sviluppato dalla Team 7, un gruppo esordiente che confluì poi nella Team17.
La Codemasters, editrice a basso costo, pubblicizzò l'edizione Amiga come il suo primo gioco su due dischi anziché uno, vale a dire con più contenuti.
Fu recensita anche una versione per Atari ST, ma non risulta essere mai uscita.

## Trama
Si impersona il tenente Don Ferrari, alla guida di una Ferrari F40 bianca. Per combattere il crimine incontrollabile a Miami, il poliziotto ha avuto il permesso di usare la forza anche al di sopra della legge. Deve eliminare uno alla volta cinque capibanda criminali, in altrettante differenti zone di Miami, combattendo per le strade contro le auto delle bande.

## Modalità di gioco
Si guida l'auto in un labirinto di strade della città, con vista dall'alto e scorrimento multidirezionale. La guida non si basa sullo sterzo, ma sul comando diretto della direzione in cui si vuole mandare il veicolo, tra le otto possibili direzioni cardinali, nei limiti dell'accelerazione e dell'inerzia. Inoltre si può sparare nella direzione in cui punta l'auto.
Ci sono cinque livelli corrispondenti a cinque zone della città con pianta e aspetto differente. Ogni volta l'obiettivo è trovare e distruggere tutte le auto nemiche, di colore rosso, poi quella del capobanda, che entra in gioco alla fine, di un altro colore. Infine bisogna raggiungere l'uscita della zona, il tutto entro un limite di tempo.
Le auto si possono distruggere sparando o speronandole più volte, ma nel secondo caso anche l'auto del giocatore perde un po' dell'energia vitale, esaurita la quale si perde una vita. Le auto nemiche non sono armate e si limitano a girare incessantemente per le strade, noncuranti degli scontri. Allo stesso modo vagano molti mezzi innocenti, che il giocatore può anche distruggere impunemente, salvo danneggiarsi se li sperona.
Ci sono anche auto della polizia (apparentemente solo nelle versioni Amiga e ZX Spectrum) che se provocate possono decidere di fermare l'auto del giocatore. Ciò causa soltanto una perdita del tempo di gioco: viene mostrato un volto del poliziotto che si scusa quando si accorge di aver fermato il tenente.
Premendo l'apposito tasto viene mostrata, a gioco fermo, una schermata con la mappa radar dell'attuale zona di città.
È possibile potenziare la propria auto comprando attrezzature come mine, corazza, gomme migliorate, ecc. Su Commodore 64 i nemici distrutti lasciano soldi da raccogliere e poi spendere in un negozio che si trova da qualche parte nella zona; nelle altre versioni si spende il normale punteggio accumulato e il negozio è accessibile tra un livello e l'altro.

## Accoglienza
Miami Chase fu descritto a volte come un incrocio tra Chase H.Q. e Super Cars.
La versione Amiga ricevette diverse buone critiche dalla stampa europea, mentre secondo la rivista The One era nella media, in quanto ben realizzato ma ripetitivo.
La versione ZX Spectrum fu invece generalmente poco apprezzata, soprattutto per via della difficoltà nel controllo della vettura e del gioco poco interessante.
La versione Commodore 64, poco trattata dalla stampa, fu recensita da Commodore Format con la sufficienza (62%); lo riteneva un gioco dove ci vuole un po' per prendere confidenza con il controllo, ma poi diviene apprezzabile.